# Bernard Joseph Topel
Bernard Joseph Topel (* 31. März 1903 in Bozeman, Montana; † 22. Oktober 1986 in Spokane, Washington) war ein US-amerikanischer römisch-katholischer Geistlicher. Topel war Bischof des Bistums Spokane.

## Leben
Bernard Topel wurde als viertes Kind von Henry Albert und Mary Pauline Topel geboren. Sein Vater stammte aus Ostpreußen, seine Mutter war gebürtige Schweizerin. Nach der Grundschule in Bozeman graduierte Topel an der St. Charles High School in Helena. Danach begann er am Carroll College, ebenfalls in Helena, zu studieren. Als junger Mann ging er nach Kanada, wo er am Grand Séminaire de Montréal in Montreal Theologie studierte. Zuletzt war er Student an der Katholischen Universität von Amerika in Washington, D.C. 1927 erhielt er seinen Master in Erziehungswissenschaften. Am 7. Juni 1927 wurde er zum Priester geweiht.
Unmittelbar darauf erhielt Topel seinen Master in Mathematik an der Harvard University sowie seinen Doktortitel an der University of Notre Dame. Zwischen 1934 und 1937 war er in Toston und Wolf Creek als Missionar tätig. Danach ging er nach Notre Dame zurück, wo er bis 1939 Mathematik unterrichtete. In Montana, wohin er 1939 zurückkehrte, fand er als Professor für Mathematik und Physik am Mount St. Charles College Beschäftigung.
Ohne jemals die Verantwortung für eine Gemeinde übernommen zu haben, wurde Topel am 9. August 1955 von Papst Pius XII. zum Koadjutor-Bischof des Bistums Spokane ernannt sowie zum Titularbischof von Binda. Die Bischofsweihe spendete ihm am 21. September 1955 Bischof Joseph Michael Gilmore und die Mitkonsekratoren, die Bischöfe Joseph Patrick Dougherty und Joseph Clement Willging. Nur vier Tage später, am 25. September 1955, starb Charles Daniel White, der amtierende Bischof, so dass Topel nun dessen Bischofssitz einnehmen musste.
1958 leitete Bischof Topel eine Pilgerfahrt nach Europa, die ihn zum 100. Jahrestag der Marienerscheinungen auch bis nach Lourdes führte. 1960 initiierte er ein Missionsprogramm des Maryknoll-Missionsordens nach Guatemala. Zwischen 1962 und 1965 nahm er an allen vier Sitzungsperioden des Zweiten Vatikanischen Konzils statt.
Topel war ein Bischof, der einen einfachen Lebensstil pflegte. So bezog er eine einfache Wohnung, besaß weder Heizung noch Telefon und bezog seine Ernährung aus seinem eigenen Garten. Seinen Krummstab wie auch das Pektorale verkaufte er und spendete das Geld den Armen.
Auf der anderen Seite war Topel ein Bistumsvorsteher, der sexuellen Missbrauch von Priestern deckte. 1974 wurde der Fall des Priesters Patrick O’Donnell bekannt, der Jungen sexuell missbraucht haben soll. Topel soll O’Donnell, als er von den Gerüchten erfuhr, lediglich in eine andere Gemeinde versetzt haben. Hier soll sich dieser an weiteren Jungen vergangen haben.
Am 11. April 1978 reichte Topel bei Papst Paul VI. sein Rücktrittsgesuch ein, dem stattgegeben wurde. Bis zur Amtseinführung seines Nachfolgers, Lawrence Harold Welsh, am 14. Dezember 1978, leitete er sein Bistum als Apostolischer Administrator.
Topel starb im Oktober 1986 im Alter von 83 Jahren in einem Altenheim in Spokane.